# Iskra (musikgrupp)
Iskra var en stockholmsbaserad musikgrupp inom fri improvisationsmusik som var verksam mellan 1970 och 1992.
Iskra bestod ursprungligen av Jörgen Adolfsson (född 1951, saxofon, kontrabasklarinett, gitarr, m.m.), Tuomo Haapala (född 1945, basfiol, stråkharpa, vibrafon, m.m.), Allan Olsson (1916–1989, saxofon, flöjt, oboe, m.m.), Sune Spångberg (1930–2012, slagverk, m.m.), Arvid Uggla (född 1948, basfiol, tuba, m.m.) och Philip Wahren (född 1951, saxofon, flöjt). Vid sidan av sina huvudinstrument spelade gruppmedlemmarna på en lång rad ljudkällor, allt från leksaksinstrument och köksbunkar till hemmagjorda afrikanska xylofoner, s.k. amadindor. Wahren lämnade gruppen 1973 och Olsson 1977, men 1980 blev man åter en kvintett då Tommy Adolfsson (född 1953) tillkom på trumpet, sinka, snäckor m.m. Från 1985 var gruppen en trio bestående av J. Adolfsson, Haapala och Spångberg. Iskra återförenades tillfälligt 2003 för en spelning i Stockholm vilken utgavs på CD 2012.
Iskra var en av få grupper i Sverige som under lång tid var konsekvent verksam med fri improvisationsmusik. Iskra vann Orkesterjournalens och Rikskonserters omröstning för att få göra skivan Jazz i Sverige (1975) och sammanlagt gav man ut sju skivalbum. Gruppen använde sig av det kollektiva skapandet som kreativ metod där konventionerna ofta ställdes på huvudet. Gruppen lät inga hierarkiska strukturer med förutbestämda texter och låtar hämma kreativiteten, utan medlemmarna improviserade som jämlikar sin musik i övertygelse om att social och ekonomisk rättvisa var förutsättningar för en humanistisk värld. I Iskras arkiv som bevaras på Svenskt visarkiv finns ett stort antal recensioner ur såväl musiktidskrifter som dagspress och där ”Iskramusik” ibland användes som begrepp.
Under åren gjorde Iskra ett flertal inspelningar för radio och TV – bland annat en serie på tio barnprogram, ”Fantasimusik med Iskra”, som sändes våren 1985. Gruppen turnerade både i Sverige och utomlands, bl.a. i regi av Rikskonserter och Jeunesses musicales. 
Iskras konserter kunde ibland bli multikonstföreställningar med hela den arsenal av instrument och ljudverktyg som gruppen använde. Emellanåt ingick också icke-musikalisk rekvisita på scenen för att skapa en totalupplevelse. Under åren samarbetade Iskra med en rad musiker, dansare, konstnärer och skådespelare, t.ex. Lillemor Lind, Bengt ”Frippe” Nordström, Greta Lindholm, Håkan Wennström och Carolina Hindsjö. Iskra deltog också i skapandet av musikerkollektivet Ett minne för livet där grupperna delade repetitionslokal i Stockholm och gjorde gemensamma konserter och turnéer. Man skapade även ett eget skivmärke med samma namn där exempelvis två av Iskras skivor producerades. 
Iskra hade som ett av sina mål att återbörda musiken till sitt ursprung, och bevisade bland annat genom sina många skolkonserter och musikverkstäder – för både vuxna och barn – att musik är en allemansrätt och inte en angelägenhet bara för den som har musikalisk skolning. 2017 utkom Bo C Bengtssons bok ”Iskra – gränslös musik” där gruppens bakgrund och musikaliska utveckling beskrivs. Samtidigt släpptes ett samlingsalbum med samma namn.

## Diskografi
- Jazz i Sverige ’75: ISKRA (Caprice Records 1975; CAP 2006)
- Allemansrätt (Ett minne för livet 1977; MILP 002)
- Besvärjelser (Ett minne för livet 1979; MILP 004)
- Fantasies (Mistlur Records 1983; MLR 36)
- Luft (Dragon 1990; DRCD 200)
- Liberté, Égalité, Humanité (Country & Eastern 2012; CE 21)
- Iskra – gränslös musik (Caprice Records 2017; CAP 80012)